# ارنست آلبرشت فون ابرشتاین
ارنست آلبرشت فون ابرشتاین (انگلیسی: Ernst Albrecht von Eberstein; ۶ ژوئن ۱۶۰۵ – ۹ ژوئن ۱۶۷۶) کاخ‌دار، سیاستمدار و افسر اهل امپراتوری مقدس روم بود.
وی همچنین برندهٔ جوایزی همچون نشان دنبرو شده‌است.